# Тюлау
Тюлау (нім. Tülau) — громада в Німеччині, розташована в землі Нижня Саксонія. Входить до складу району Гіфгорн. Складова частина об'єднання громад Броме.
Площа — 23,53 км2. Населення становить 1424 ос. (станом на 31 грудня 2021).